# Huberville
Huberville ist eine französische Gemeinde mit 361 Einwohnern (Stand: 1. Januar 2022) im Département Manche in der Region Normandie (bis 2015 Basse-Normandie). Die Gemeinde gehört zum Arrondissement Cherbourg und zum Kommunalverband Agglomération du Cotentin. Die Einwohner nennen sich Hubervillais.

## Geografie
Die Gemeinde Huberville liegt etwa 22 Kilometer südöstlich von Cherbourg-en-Cotentin auf der Halbinsel Cotentin. Die Ärmelkanalküste liegt 13 Kilometer östlich von Huberville. Umgeben wird Huberville von den Nachbargemeinden Tamerville im Nordwesten und Norden, Saint-Germain-de-Tournebut im Osten, Saint-Cyr im Südosten, Sortosville und Flottemanville im Süden sowie Valognes im Westen. Die Landschaft ist überwiegend flach auf etwa 50 Metern über dem Meer. Im Nordwesten begrenzt der obere Merderet die Gemeinde. Mit 118 m bildet der Hügel Le Mont im Osten der Gemeinde den höchsten Punkt. Es gibt in der Gemeinde keinen zentralen gewachsenen Dorfkern, vielmehr besteht die Gemeinde aus vielen kleinen Weilern und Einzelhöfen inmitten einer von unzähligen Hecken dominierten kleinteiligen Ackerbau-Landschaft. Die Mairie (Rathaus) befindet sich im Ortsteil Le Ronquier im Westen, die Kirche Saint-Pierre-ès-Liens zwischen den Ortsteilen Anneville und Hameau Dubost an der nordöstlichen Gemeindegrenze.
Die Ortsteile von Huberville:
| - Anneville - Chanteloup - Cussy - Ferme du Repos - Franqueterre - Hameau Clémence | - Hameau Dodeman - Hameau Dubost - Hameau du Tôt - Hameau Macé - Hameau Messire Claude - Hermanville | - La Baronnerie - La Basse Corderie - La Cour d’Huberville - La Croix Verte (teilweise) - La Fichetterie - La Lande du Neufbourg | - La Manoir - La Métairie - La Nehourie - La Terre de Haut - La Vauvrerie - Le Mont | - Le Roquier - Les Ilans - Les Masures - Maison Dubost - Malassis |

## Ortsname
Im Jahr 1056 tauchte erstmals der Name Hubertivilla in einem Register auf. Der Ortsname stammt vom germanischen Personennamen Hubertus ab.

### Bevölkerungsentwicklung
| Jahr      | 1962 | 1968 | 1975 | 1982 | 1990 | 1999 | 2006 | 2013 | 2021 |
| Einwohner | 243  | 246  | 227  | 248  | 241  | 281  | 329  | 364  | 360  |

Im Jahr 1821 wurde mit 414 Bewohnern die bisher höchste Einwohnerzahl ermittelt. Die Zahlen basieren auf den Daten von cassini.ehess und INSEE.

## Sehenswürdigkeiten

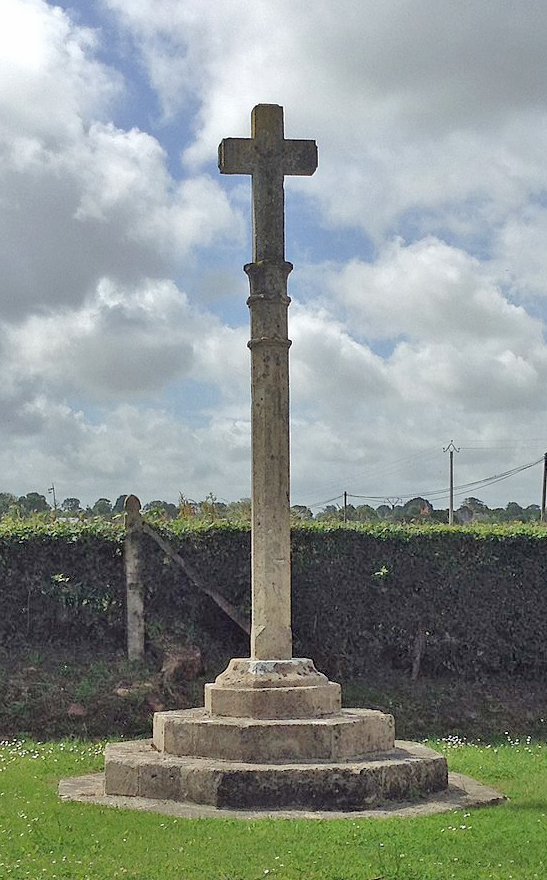
Kreuz der Engländer

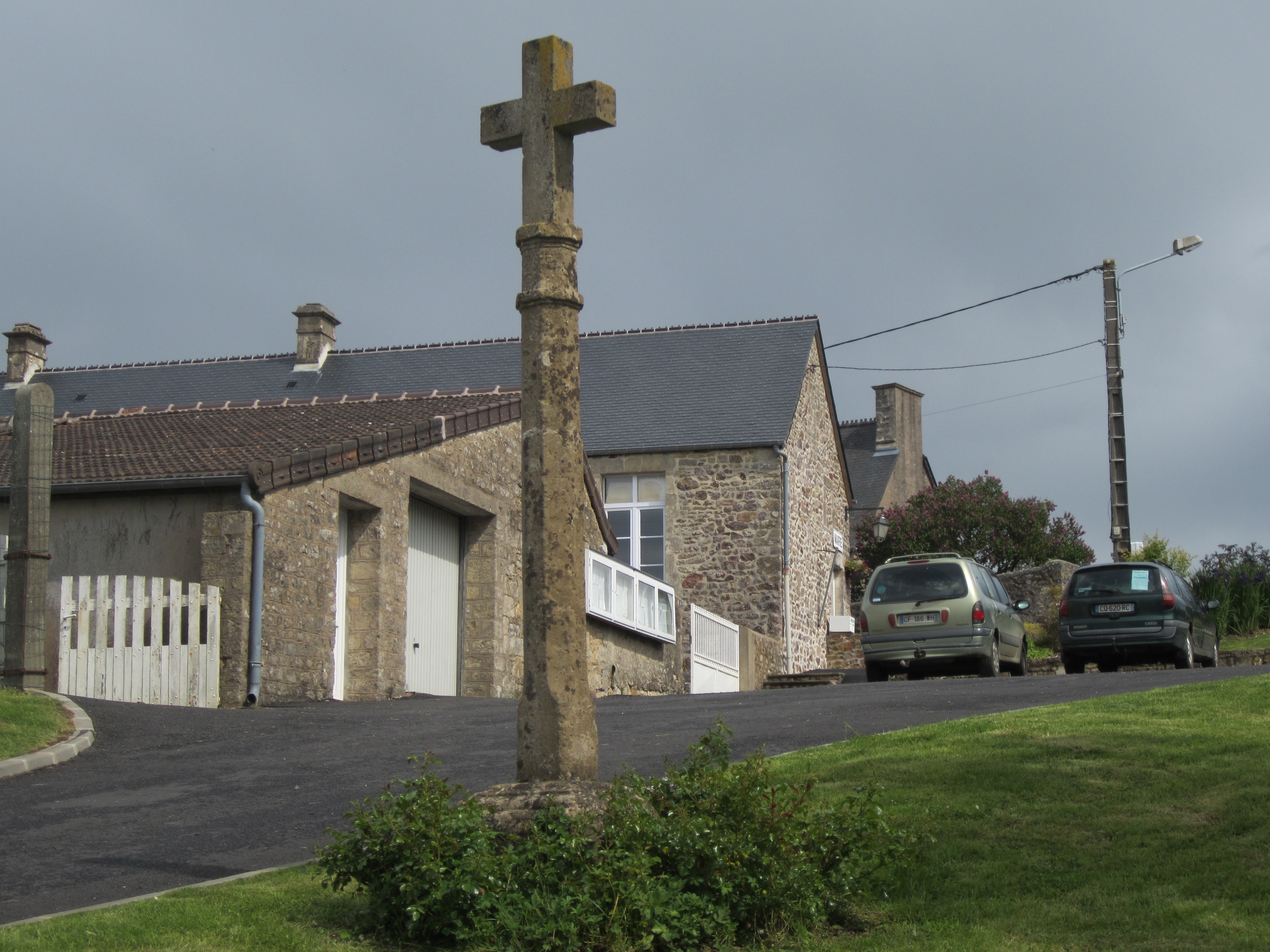
Flurkreuz nahe dem Rathaus

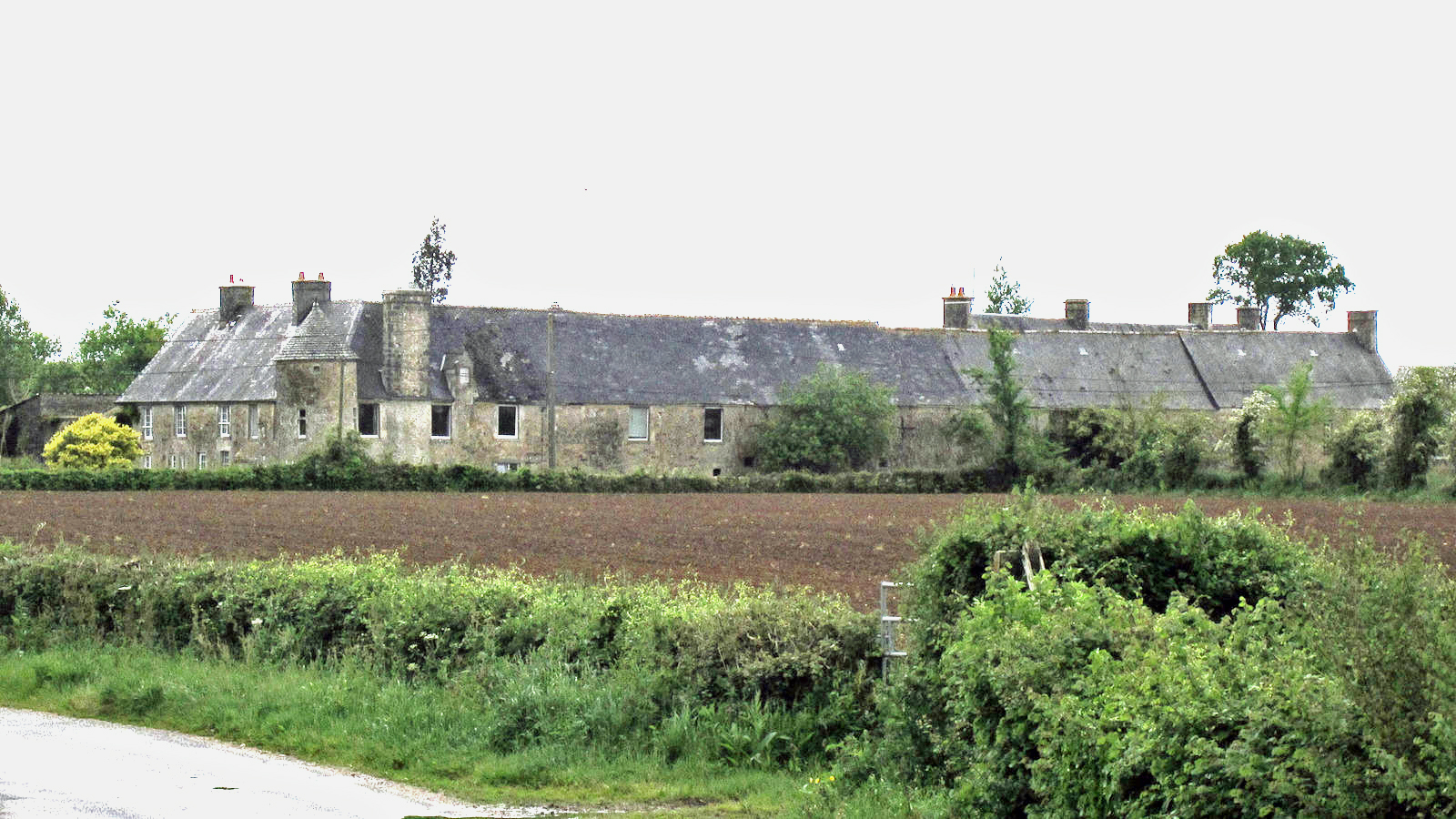
Herrenhaus La Métairie

- Die Kirche Saint-Pierre-ès-Liens stammt in ihren Ursprüngen wahrscheinlich aus dem 11. Jahrhundert. Bemerkenswert sind gerahmte romanische Kapitelle, verziert mit Chimären und Pflanzenmotiven, sowie einem Bogen, der mit Sparren und Perlen verziert ist. Der Chor wurde im 13. Jahrhundert neu aufgebaut. Die Säulen, die das Gewölbe stützen (im 19. Jahrhundert rekonstruiert), sind mit geschnitzten Kapitellen gekrönt, die mit menschlichen Köpfen und Pflanzenhaken verziert sind. Auf der Südseite findet sich ein mit einem Lilienkreuz verziertes Tympanon. Im Lauf des 16. und 17. Jahrhunderts wurden viele Änderungen am Kirchengebäude vorgenommen. Danach wurden die westliche Veranda und die südliche Kapelle errichtet, und im Chor und im Kirchenschiff wurden neue Fenster eingebaut. Es folgte die Notre-Dame gewidmete Südkapelle. Im Kalksteinpflaster des 17. Jahrhunderts befinden sich drei Grabsteine entlang des Hochaltars, einer unter den Bänken und eine an der Nordseite des Chores. In der Nordwand des Chors befindet sich ein Epitaphwappen der Familie Bauquet. An der Südwand des Chors ist ein Waschbecken aus dem 14. Jahrhundert erhalten, ein weiteres aus dem 17. Jahrhundert in der Südwand der Kapelle Notre-Dame. Nahe dem nördlichen Seitenaltar befindet sich ein Kalksteinschild aus dem 17. Jahrhundert. In der nördlichen Kapelle stammt der Altartisch aus Kalkstein aus dem 15. Jahrhundert. Die Kirche befand sich am Ende der Revolutionsperiode in einem beklagenswerten Zustand. Die heutige Glocke aus Villedieu-les-Poêles namens Louise-Marie stammt aus dem Jahr 1825.
- Das Gebäude der heutigen Mairie (Rathaus) im Ortsteil Le Roquier besteht aus Sandstein und Kalkstein und wurde von der Gemeinde im Jahr 1851 angekauft. Es diente ursprünglich als Grundschule, bis diese in den 1980er Jahren geschlossen wurde.
- Lavoirs in den Ortsteilen Hameau du Tôt und Hameau Clémence
- Das Herrenhaus von Franqueterre (Manoir de Franquwterre) ist seit dem Jahr 1238 schriftlich belegt, als es in einer Urkunde um eine Schenkung an die Abtei Vœu in Cherbourg ging. Die zuverlässigsten Quellen betreffen jedoch erst ab dem 16. Jahrhundert die Familie Vaultier, damals Besitzer des Anwesens. Letzteres erscheint in zwei Erhebungen des Adels, die 1576 und 1598 durchgeführt wurden. Die Architektur des Herrenhauses weist Spuren aus dem 15. und 16. Jahrhundert auf, Ende des 17. Jahrhunderts wurde das Herrenhaus durch das Einsetzen großer Fenster umgebaut. Die Nebengebäude bestehen aus Scheunen, Schuppen, Getreidespeicher, Brunnen, Brotbackofen und Taubenschlag.
- Das Herrenhaus von Anneville (Manoir d'Anneville) gehörte lange Zeit der Familie Anneville und stammt in seinen ältesten Teilen aus dem 15. Jahrhundert. Im Jahr 1532 wurde hier König Franz I. empfangen. Im 17. Jahrhundert wurden die Fassaden überarbeitet und Wassergräben angelegt. 1666 wurde ein jüngerer Zweig der Familie Vaultier als Besitzer genannt.
- Das Kreuz der Engländer (La croix des Anglais) nimmt Bezug auf eine Episode des Hundertjährigen Krieges, als eine große Anzahl englischer Soldaten während einer Schlacht zwischen den englischen und französischen Truppen umkamen. Es ist bisher nicht eindeutig geklärt, ob das Ereignis 1364 oder 1450 stattfand. In seinem jetzigen Zustand geht das Kreuz aus Yvetot-Sandstein auf einen Nachbau aus dem 18. Jahrhundert zurück; eingesetzte Eisenklammern stammen von Reparaturarbeiten aus dem 19. Jahrhundert.
- Herrenhaus La Métairie aus dem 16. Jahrhundert
- mehrere Flurkreuze

Kirche Saint-Pierre-ès-Liens in Huberville
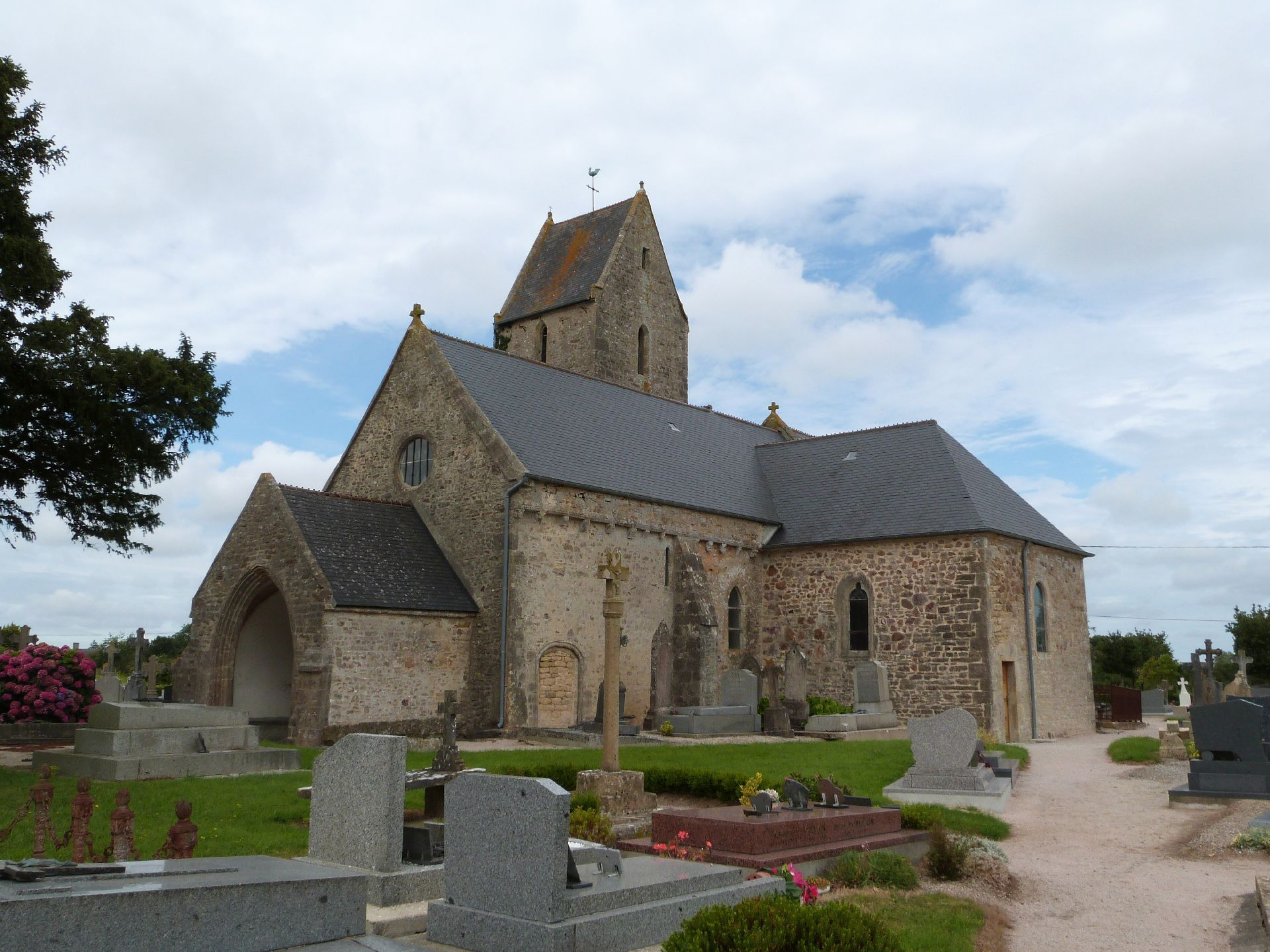
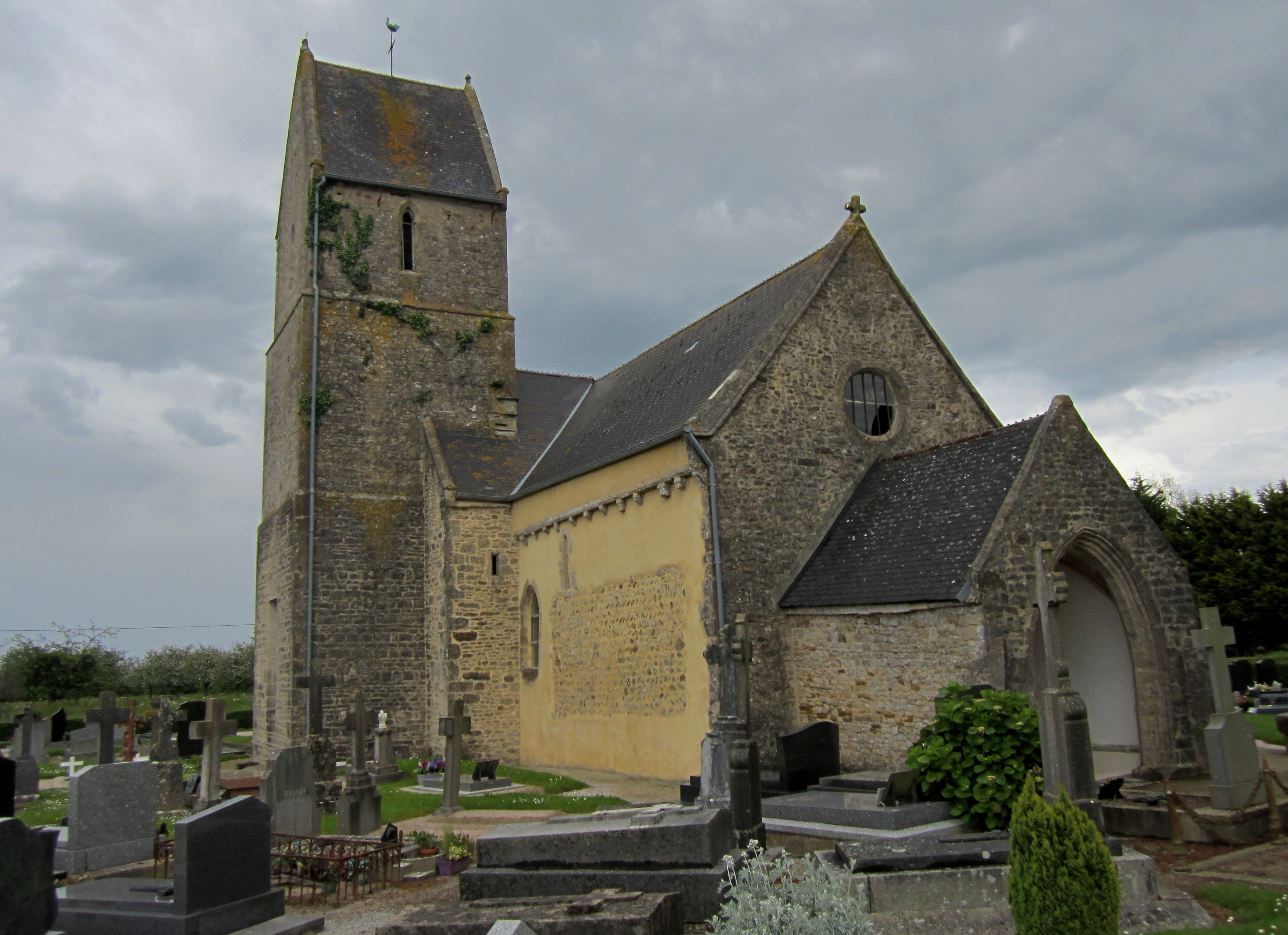
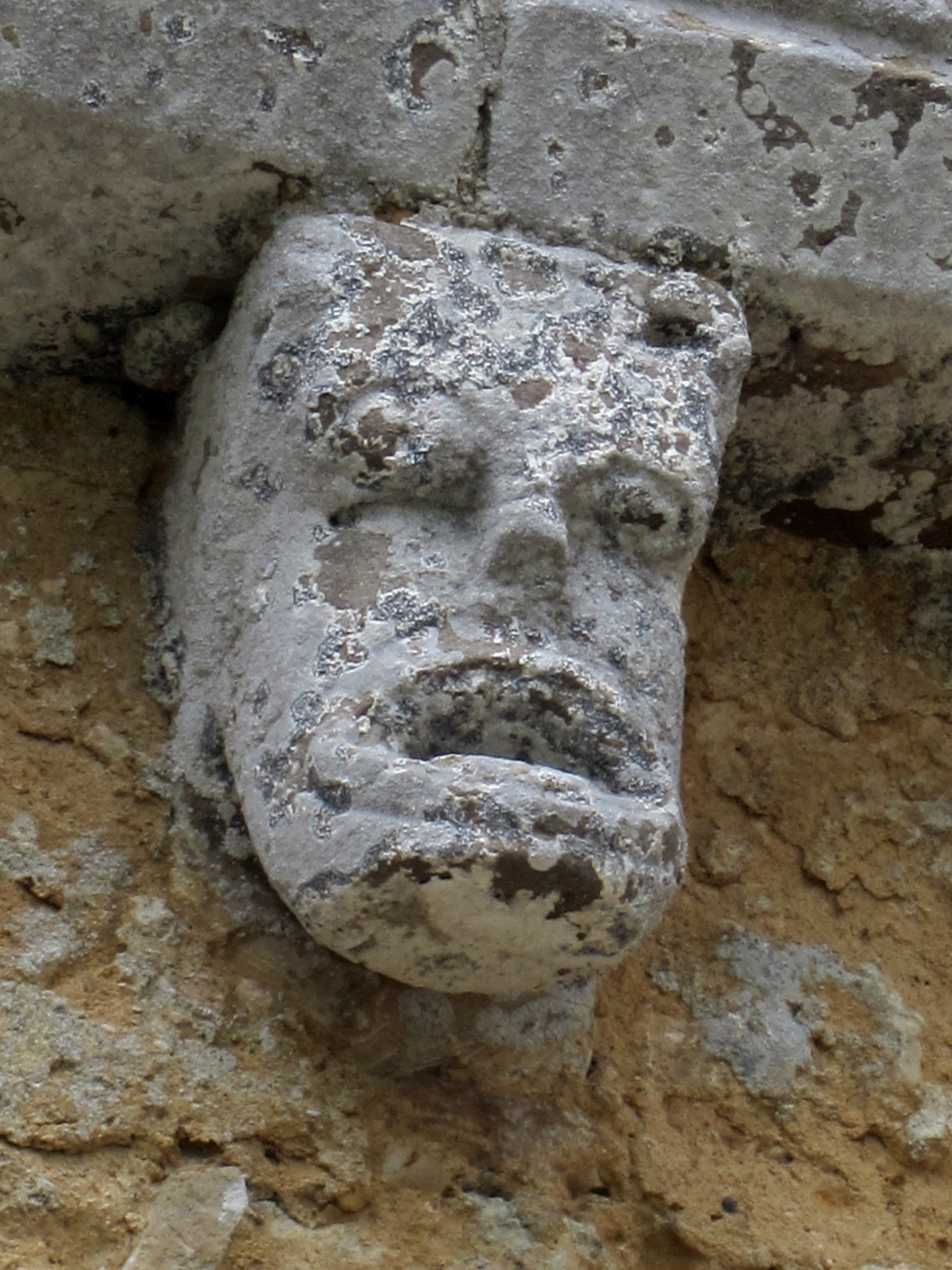
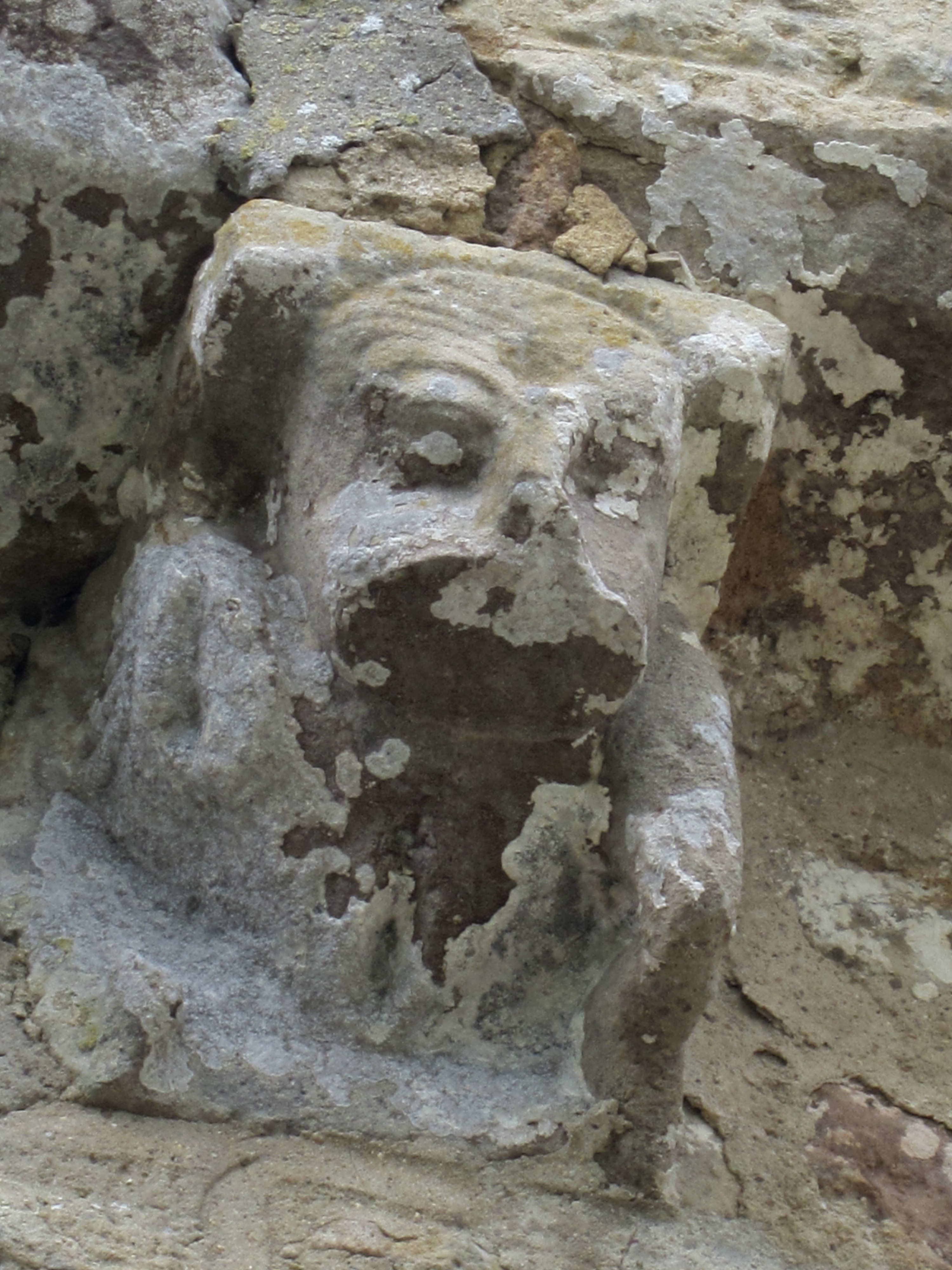
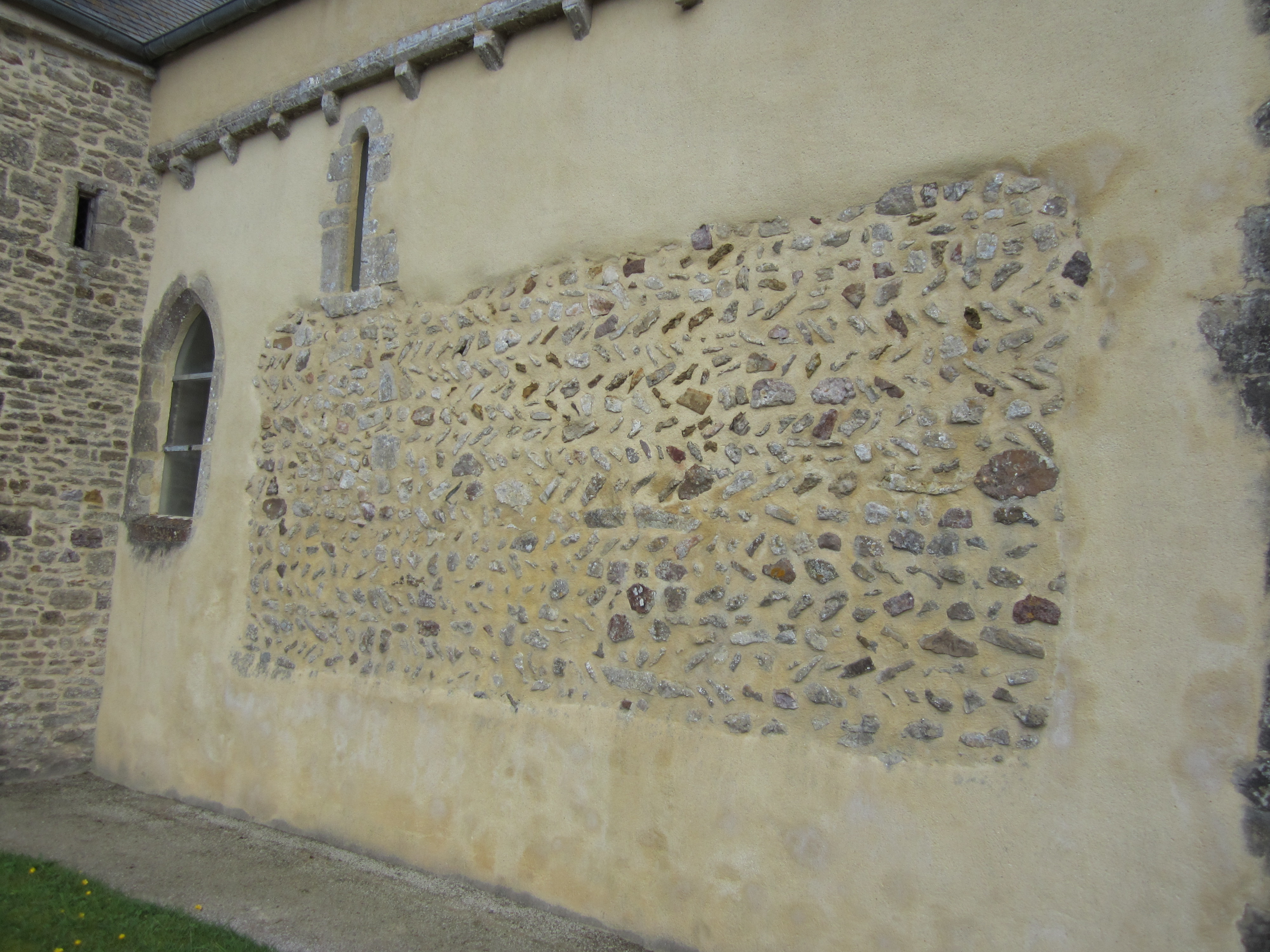

## Wirtschaft und Infrastruktur
Das Gemeindegebiet von Huberville ist sehr ländlich geprägt. Es gibt 21 Landwirtschaftsbetriebe in der Gemeinde, die sich auf den Getreideanbau sowie die Milchviehhaltung und die Zucht von Pferden, Schafen und Ziegen spezialisiert haben.
Huberville ist durch Nebenstraßen mit seinen Nachbargemeinden verbunden. Durch den Südzipfel der Gemeinde führt die RN 13 von Cherbourg nach Caen. Am vier Kilometer entfernten Bahnhof der Kleinstadt Valognes halten Züge der Bahnstrecke Mantes-la-Jolie–Cherbourg.

## Belege
1. ↑  René Lepelley: Dictionnaire étymologique des noms de communes de Normandie. 2ème édition, revue et corrigée. Éditions Charles Corlet u. a., Condé-sur-Noireau 1996, ISBN 2-905461-80-2, S. 150.
2. ↑  Huberville auf cassini.ehess
3. ↑  Huberville auf INSEE
4. ↑  Landwirte in Huberville auf annuaire-mairie.fr (französisch)